# 볼카노수쿠스
볼카노수쿠스(학명: Volcanosuchus statisticae)는 피토사우루스과에 속하는 파충류이다.

## 특징
볼카노수쿠스는 후기 트라이아스기에 형성된 인도의 티키층(Tiki Formation)에서 발견되었다. 속명의 뜻은 '화산 악어'이며, 두개골의 측면에서 봤을 때 코가 위치한 부분이 화산처럼 생긴 형태를 지녔기 때문이다. 종명의 뜻은 인도 내에서 척추고생물학을 연구하기 시작했던 인도 통계대학교 (Indian Statistical Institute)에서 유래하였다.

## 같이 보기
- 중생대
- 트라이아스기
- 파충류
- 화석